# Dolmen Pérignagols
Die Dolmen Pérignagols 1 und 2 (Dolmen Nr. 2 auch als Dolmen de Séveyrac bekannt) liegen im Südwesten von Salles-la-Source, im Département Aveyron in der Région Okzitanien in Frankreich. Dolmen ist in Frankreich der Oberbegriff für neolithische Megalithanlagen aller Art (siehe: Französische Nomenklatur).

## Beschreibung
Der Dolmen 1 liegt an einem Fahrweg auf einem kleinen Hügel im Norden der Landebahn vom Flughafen Rodez-Marcillac.
Die durch drei Megalithen definierte beidseitig offene Kammer hat Innenmaße von etwa 4,0 mal 2,0 Meter. Der eiförmige, gespaltene Deckstein misst etwa 4,0 mal 4,0 Meter und steht seitlich weit über. Die Dolmen im Aveyron treten oft in Gruppen auf und 92 % aller Dolmen wurden aus Kalksteinplatten errichtet. 
Der ähnlich aufgebaute Dolmen 2 (oder de Séveyrac) ist völlig überwuchert.
Im Ort liegen auch die Dolmen du Genévrier, de Montaubert 1, de Saint-Antonin und des Vézinies 1 - 4. Die Dolmen im Aveyron treten oft in Gruppen auf und 92 % aller Dolmen wurden aus Kalksteinplatten errichtet. 